# Tersilochus fulvipes
Tersilochus fulvipes ist eine solitäre Schlupfwespe aus der Familie der Ichneumonidae.

## Vorkommen
Tersilochus fulvipes ist in Mitteleuropa verbreitet und in Deutschland, Österreich, Frankreich, Ungarn und der Schweiz, sowie in der früheren Tschechoslowakei nachgewiesen.

## Lebensweise
Tersilochus fulvipes ist ein Endoparasitoid der Larven des Großen Rapsstängelrüsslers (Ceutorhynchus napi).
In der Lebensweise ähnelt Tersilochus fulvipes stark Tersilochus obscurator.
Ende April/Anfang Mai erfolgt der Schlupf der Schlupfwespen aus den Kokons im Boden der letztjährigen Rapsfelder. Die erwachsenen Schlupfwespen ernähren sich von Nektar. Dabei suchen sie zunächst Frühblüher am Feldrand auf. Mit beginnender Rapsblüte sind sie dann im Rapsfeld zu finden.
Die Weibchen der Schlupfwespen suchen die Larven des Großen Rapsstängelrüsslers (Wirtslarve), die in den Haupttrieben der Rapspflanzen minieren. Dabei lassen sie sich von Duftstoffen der Pflanze, bzw. von den Vibrationen der Wirtslarve leiten.
Sobald eine Larve gefunden ist, durchsticht das Weibchen mit ihrem Ovipositor das Pflanzengewebe und legt in die Wirtslarve ein einzelnes Ei hinein. Dabei wird die Lebensweise des Wirtes zunächst nicht gestört. Aus dem Ei schlüpft die Larve von Tersilochus fulvipes, die zunächst die Lebensweise der Wirtslarve nicht beeinträchtigt. Erst wenn die Wirtslarve im letzten Larvenstadium ist, zeigt die Larve des Parasitoiden eine starke Zunahme im Wachstum. Die Wirtslarve wird getötet, sobald sie sich im Boden in einem Kokon zur Präpuppe gewandelt hat. Die Larve von Tersilochus fulvipes schlüpft dann aus der toten Wirtslarve und spinnt im Kokon der Wirtslarve einen eigenen, seidenen Kokon. Sie überwintert dort als schlupfbereite, erwachsene Schlupfwespe. Es wird nur eine Generation pro Jahr gebildet.
Mehrfachbelegungen der Wirtslarve sind möglich, d. h., es können mehrere Eier durch verschiedene Weibchen der Schlupfwespe in eine Larve gelegt werden (Superparasitierung).
Von Bedeutung für die Parasitierung sind neben den volatilen Duftstoffen auch die Pflanzenarchitektur. Rapssorten mit langen Haupttrieben erschweren das Auffinden der Wirtstiere im Stängel.
Tersichlochus fulvipes wird auch durch gelbe Farbwirkung angelockt, weshalb sie oft in den Gelbschalen zu finden ist. Dabei treten in den Gelbschalen mehr Männchen als Weibchen auf. Die Ursache liegt vermutlich in einer unterschiedlichen Aktivität der Geschlechter.

## Synonyme
Tersilochus gibbus Holmgren,
Porizon fulvipes (Gravenhorst),
Thersilochus fulvipes (Gravenhorst) ssp. gallicator Aubert

## Belege